# Chemiré-en-Charnie
Chemiré-en-Charnie é uma comuna francesa na região administrativa do País do Loire, no departamento de Sarthe. Estende-se por uma área de 11.47 km². Em 2010 a comuna tinha 214 habitantes (densidade: 18,7 hab./km²).